# Brede wielwebspin
De brede wielwebspin (Agalenatea redii) behoort tot de familie der wielwebspinnen (Araneidae). Het is de enige Europese soort uit het geslacht Agalenatea. 

## Kenmerken
Het mannetje is 3,5 tot 4,5 mm lang en het vrouwtje 5,5 tot 7 mm. Hiermee is de soort beduidend kleiner dan de bekende kruisspin. Het sterk behaarde voorlichaam (prosoma) is eenkleurig lichtbeigebruin. Ze kunnen worden herkend aan het bijna cirkelvormige Opisthosoma (achterlijf) en het V-vormig teken aan de voorkant hiervan. De basiskleur is vrij egaal geelbruin, maar de tekening is variabel. Meestal is er een meervoudig onderbroken, donkere centrale band, die wordt begrensd door meerdere paren rechte, evenwijdige, donkere en meestal lichtgekleurde dwarsbanden. Af en toe worden twee grote, ongeveer rechthoekige witte vlekken gevormd in het voorste deel van het achterlichaam, of ontbreekt de middenstreep geheel en vertoont de opisthosoma in plaats daarvan een grote, donkere, lichtgerande vlek op het achterste deel. De poten zijn niet erg contrastrijk licht donker geringd.

## Vergelijkbare soorten
Een spin die er uiterlijk nogal op kan lijken is de brugspin (Larinioides sclopetarius ), maar Agelenatea redii is duidelijk hariger en blijft kleiner.

## Levenswijze
Het spinnenweg wordt laag gemaakt, meestal tussen gedroogde struiken en grassen van het voorgaande jaar. Naast het web creëert de spin een zitstok die vaak niet erg opvalt en aan de bovenkant open is, waar hij bijna altijd blijft staan. Het zit daar vrij, maar is zeer goed gecamoufleerd en niet erg opvallend vanwege de markeringen aan de bovenzijde. De soort is vaak al heel vroeg in het jaar actief en geslachtsrijpe dieren kunnen dan al in april worden waargenomen.

## Verspreiding en habitat
De brede wielwebspin leeft in grote delen van het Palearctisch gebied, van Ierland en de Canarische Eilanden tot de Stille Oceaan, en ook in Afrika ten noorden en ten zuiden van de Sahara. Het verspreidingsgebied omvat hier grote delen van de gematigde tot tropische zones. Het komt in heel Europa voor.
De soort houdt van warmte en is gebonden aan bosvrije, open biotopen. Het bewoont voornamelijk zanderig droog en halfdroog grasland.